# Richard Joseph Davis
Richard Joseph Davis Jr. (* 7. August 1921 in Portsmouth, Virginia; † 4. März 1999 ebenda) war ein US-amerikanischer Politiker. Zwischen 1982 und 1986 war er Vizegouverneur des Bundesstaates Virginia.

## Werdegang
Richard Davis besuchte das College of William & Mary. Während des Zweiten Weltkrieges und des Koreakrieges diente er im United States Marine Corps. Nach einem Jurastudium an der University of Virginia und seiner Zulassung als Rechtsanwalt begann er in diesem Beruf zu arbeiten. Im Lauf der Jahre stieg er auch in andere Branchen ein. Er wurde Präsident von Tidewater Professional Sports und der Firma Virginia Investment and Mortgage Corp. Außerdem saß er im Vorstand mehrerer Banken und Unternehmen.
Politisch schloss sich Davis der Demokratischen Partei an. Zwischen 1974 und 1980 war er Bürgermeister seiner Heimatstadt Portsmouth. 1979 wurde er demokratischer Staatsvorsitzender für Virginia. Im Jahr 1981 wurde er an der Seite von Chuck Robb zum Vizegouverneur von Virginia gewählt. Dieses Amt bekleidete er zwischen 1982 und 1986. Dabei war er Stellvertreter des Gouverneurs und Vorsitzender des Staatssenats. Danach war er Handelsminister seines Staates (Director of the Virginia Department of World Trade). Er starb am 13. Juni 1999 in Portsmouth.